# Girella albostriata
Girella albostriata är en fiskart som beskrevs av Steindachner, 1898. Girella albostriata ingår i släktet Girella och familjen Kyphosidae. Inga underarter finns listade i Catalogue of Life.